# Farángi Chochlakión
Farángi Chochlakión är en ravin i Grekland. Den ligger i regionen Kreta, i den sydöstra delen av landet, 400 km sydost om huvudstaden Aten. Farángi Chochlakión ligger 83 meter över havet.
Terrängen runt Farángi Chochlakión är kuperad. Havet är nära Farángi Chochlakión österut. Närmaste större samhälle är Sitia, 15,5 km väster om Farángi Chochlakión.